# Arachnoscelis feroxnotha
Arachnoscelis feroxnotha är en insektsart som beskrevs av Bowen-jones 1994. Arachnoscelis feroxnotha ingår i släktet Arachnoscelis och familjen vårtbitare. Inga underarter finns listade i Catalogue of Life.